# Кирилл I (архиепископ Кипрский)
Архиепи́скоп Кири́лл I (греч. Αρχιεπίσκοπος Κύριλλος Α΄; ум. 23 июля 1854) — епископ Кипрской Православной Церкви, Архиепископ Новой Юстинианы и всего Кипра (1841—1849).

## Биография
Приходился племянником архиепископу Кипрскому Киприану. В 1821—1849 годы служил при Кипрской архиепископии иеродиаконом, а затем — архимандритом. Зарекомендовал себя как разумный и энергичный церковный деятель, приобрёл большой опыт в административных и политических делах, в том был в состав делегаций, направленных в Константинополь в 1835 и 1848 годы.
3 апреля 1849 года скончался архиепископ Кипрский Иоанникий. В том же месяце архиереи и 39 мирян и представителей духовенства Кипрской церкви избрали Кирилла новым архиепископом Кипрским. Однако недовольные его избранием обратились с жалобой к османским властям на то, что в выборах принял участие ограниченный круг лиц. Турецкий наместник Кипра потребовал проведения новых выборов, что был одобрено указом великого везира. 10 июля 1849 года в резиденции турецкого наместника в Никосии собрались 87 представителей каз (округов) и городов острова. Подавляющее большинство присутствовавших высказалось за утверждение результатов предыдущих выборов. Получил разрешение носить османский орден, пожалованный в 1846 году его предшественнику, архиепископу Иоанникию.
В 1850 году добился от османских властей разрешения на то, чтобы сбор десятины проводился христианами, а не османскими чиновниками.
18 октября 1850 года отправил поздравительное письмо Священному Синоду Элладской православной церкви в связи с признанием автокефалии данной поместной церкви со стороны Константинопольского Патриархата.
В 1853 года предпринял безуспешную попытку получить разрешение османских властей на возврат проданных эпитропами при его предшественниках церковных владений.
В 1851 году в Никосии по инициативе архиепископа Кирилла был открыт детский приют, содержавшийся благодаря взносам храмов города. В 1853 году пожертвовал 5 тысяч гроссов для греческого приюта в Константинополе. Оказывал помощь жителям Кипра в периоды нашествия саранчи.
Хотел открыть на Кипре духовную семинарию и рассчитывал на поддержку генерального консула России в Бейруте Константина Базили, который писал, что «Св. Синод обнадеживает разрешением сбора в России в пользу Кипрской Церкви». В 1853 года обратился к директору Богословской школы на острове Халки митрополиту Ставрупольскому Константину (Типалдосу-Иаковатосу) с просьбой найти подходящего кандидата для руководства семинарией среди преподавателей Богословской школы на Халки, но митрополит Константин ответил, что не имеет такой возможности. Приглашённый архиепископом Кириллом на пост ректора новой семинарии бывший директор Патриаршей академии митрополит Месемврийский Самуил отказался от предложения, сославшись на преклонный возраст.
В апреле 1854 года серьёзно заболел и 23 июля 1854 года скончался в монастыре святителя Ираклидия, так и не осуществив своё стремление открыть на Кипре духовную семинарию.